# Октябрьский (Якутия)
Октя́брьский — упразднённое село в Оймяконском районе Якутии.

## География
Располагалось на левом берегу реки Ольчан — притока реки Индигирки, в 110 км к северо-западу от центра улуса Усть-Нера, расстояние до посёлка Ольчан составляет 24 км.

## История
В Октябрьском находилось приисковое хозяйство комбината «Индигирзолото», работали Дом культуры, средняя общеобразовательная школа, учреждения здравоохранения и торговли.
В октябре 2004 года в 2 км от села Октябрьский бульдозеристом А. Волковым была найдена туша мамонтёнка приблизительно 1,5-2 годовалого возраста, пролежавшего в земле 15-40 тыс. лет.
До 2002 года Октябрьский административно подчинялся посёлку Ольчан. 3 августа 2007 года село было упразднено в связи с ликвидацией комбината.
Постановлением Правительства Республики Саха (Якутия) от 3 августа 2007 года № 336 Октябрьский исключён из учётных данных административного деления.

## Население
| 1989 | 2002 |
| ---- | ---- |
| 1165 | ↘99  |